# Комедийный хип-хоп
Комедийный хип-хоп (англ. Comedy Hip-Hop) или Комедийный рэп (англ. Comedy Rap) — хип-хоп музыка с элементами комедии, чаще сатиры или пародии. Также является поджанром хип-хопа и ещё имеет истоки к nerdcore. Наиболее известные исполнители комедийного хип-хопа это рэперы — Имон (англ. Eamon), Hopsin, Eminem и группа The Lonely Island, а также группа Beastie Boys нередко использовала комедийный хип-хоп в своих песнях. Существует ещё известная песня Thrift Shop записанная Маклемором (при участии Wanz) исполненная в этом же жанре.